# آلتو پیکویری

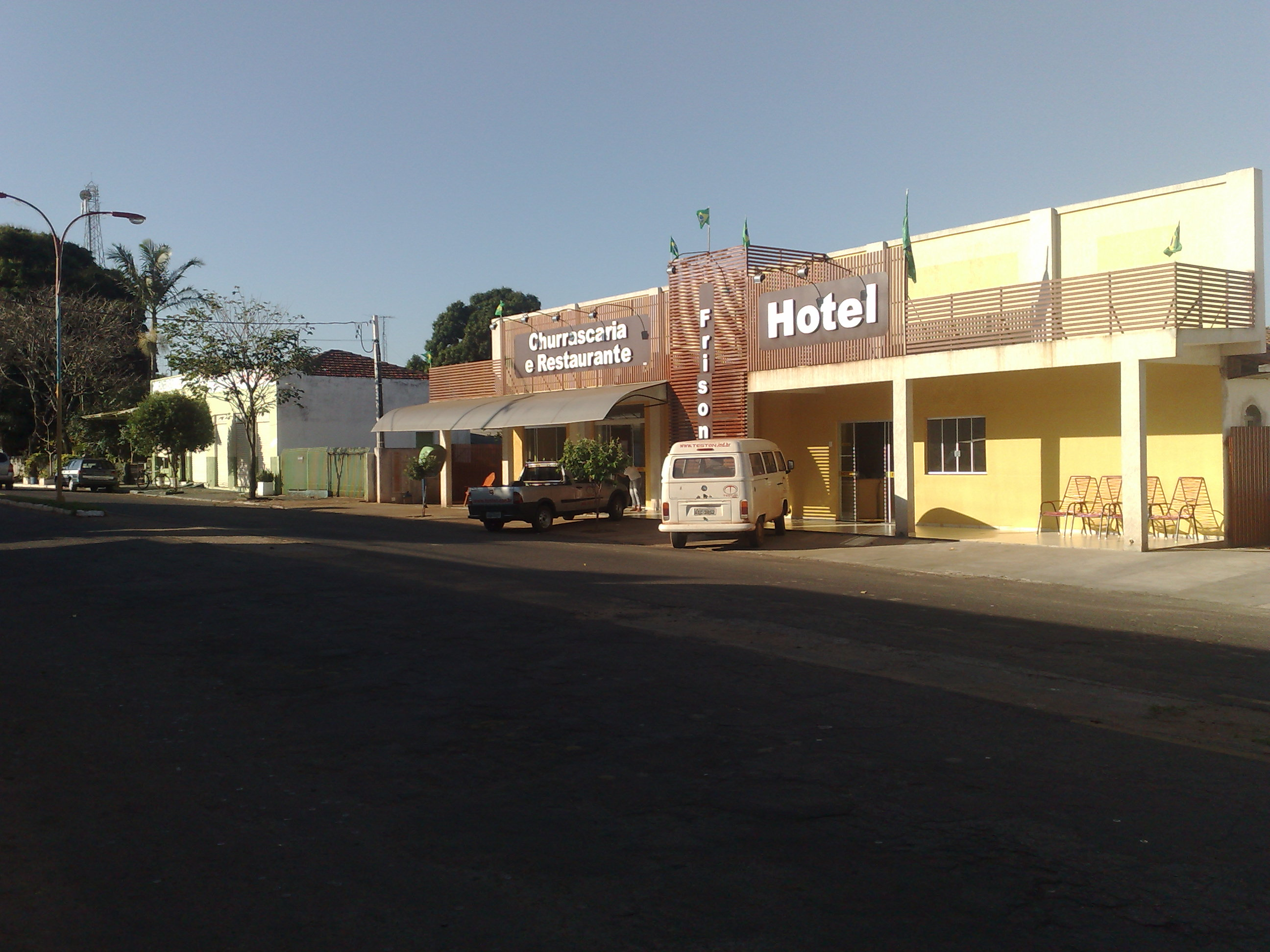
خیابان التو پیکویری

التو پیکویری (به پرتغالی: Alto Piquiri) یک سکونتگاه مسکونی در برزیل است که در پارانا واقع شده‌است.